# آمینه گوموش
آمینه گوموش (انگلیسی: Emine Gümüş؛ زادهٔ ۱۲ ژوئیهٔ ۱۹۹۲) بازیکن فوتبال اهل ترکیه است.

وی همچنین در تیم‌های ملی فوتبال Turkey women's national under-19 football team و زنان ترکیه بازی کرده‌است.